# Вид на околиці з тераси Почаївської лаври
Вид на околиці з тераси Почаївської Лаври — картина 1846 року роботи Тараса Шевченка. Зображує околиці Почаєва з тераси Почаївської лаври.
Виконана аквареллю на папері з параметрами 28,7 × 37,7. Справа внизу чорнилом підпис автора: Шевченко. На звороті ледве помітний незакінчений начерк тієї ж тераси.
Попередні місця збереження:
- Музей української старовини В. В. Тарновського в Чернігові — № 155,
- Чернігівський обласний історичний музей,
- Галерея картин Т. Г. Шевченка у Харкові.

1929 p. експонувався на виставці творів Тараса Шевченка у Чернігові.